# Amtliche Karte
Als amtliche Karte wird eine von einer öffentlichen Institution (Amt, Behörde) in öffentlicher Aufgabe herausgegebene Karte bezeichnet. Amtliche Karten dienen der öffentlichen Daseinsvorsorge und Sicherheit und beruhen häufig auf einem Gesetz oder einer Verordnung. Sie werden entweder von der herausgebenden Institution selbst bearbeitet und hergestellt oder in deren Auftrag von einem Unternehmen der privaten Auftragskartografie erstellt.

## Arten
Zu den typischen amtlichen Karten gehören:
- Liegenschaftskarten (Flurkarten, Katasterkarten); sie weisen in den Maßstäben 1:500 bis 1:5000 die Grundstücksgrenzen und Bezeichnungen der Flurstücke nach und sind als Bestandteile des Liegenschaftskatasters (amtliche) Karten im Sinne der Grundbuchordnung.
- Topografische Karten; sie stellen in den Maßstäben 1:5000 bis 1:1 Million das Gelände sowie Erscheinungsformen und Sachverhalte an der Erdoberfläche dar und werden von den Landesvermessungsbehörden (Landesvermessungsamt, Bundesamt für Kartographie und Geodäsie, in Österreich Bundesvermessungsdienst) herausgegeben.
- Die Amtliche Karte 1:5000 (AK5) stellt die Schnittstelle zwischen der Automatisierten Liegenschaftskarte (ALK) und den mittelmaßstäbigen topografischen Landeskartenwerken ab dem Maßstab 1:25000 dar. Sie wird aus den Vektordaten der ALK abgeleitet, mit Daten aus dem ATKIS ergänzt und für die Präsentation im Maßstab 1:5000 aufbereitet. Sie ist in Niedersachsen Nachfolgeprodukt der Deutschen Grundkarte 1:5000 (DGK5).
- Geowissenschaftliche Karten; sie stellen raumbezogene geowissenschaftliche Ergebnisse und Erkenntnisse beispielsweise in geologischen Karten, hydrogeologischen Karten, Bodenkarten und Lagerstättenkarten dar und werden unter anderem von den geologischen Diensten der Länder und von der Bundesanstalt für Geowissenschaften und Rohstoffe herausgegeben.
- Seekarten; sie stellen Hochsee- und Küstengewässer und hier insbesondere die Fahrwasser mit Tiefenangaben und Hindernissen und die nautischen Navigationseinrichtungen dar und werden vom Bundesamt für Seeschifffahrt und Hydrographie herausgegeben.

Unter Nutzung von Kartenkonstruktionsprogrammen und rechnergestützten Präsentations- und Visualisierungstechniken werden amtliche Karten in analoger oder digitaler Form heute häufig aus korrespondierenden Datenbanken abgeleitet. Dabei entstehen in einer Produktionskette aus objektstrukturierten Daten gegebenenfalls Zwischenprodukte in Form grafisch orientierter Vektordaten und bildorientierter Rasterdaten, bevor die analoge Karte auf Bildschirm, Druckplatte oder Papier ausgegeben wird. Ob nur dem analogen Endprodukt, einem Zwischenprodukt oder gar dem Ausgangsdatenbestand die Eigenschaft einer amtlichen Karte zukommt, ist gegenwärtig umstritten. Die Arbeitsgemeinschaft der Vermessungsverwaltungen der Länder der Bundesrepublik Deutschland (AdV) hat zum Beispiel den raumbezogenen Informationssystemen AFIS, ALKIS und ATKIS das Attribut amtlich verliehen, was im A des jeweiligen Akronyms zum Ausdruck kommt.